# 什刹海

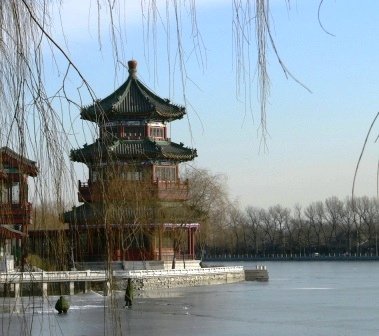
后海附近的望海楼

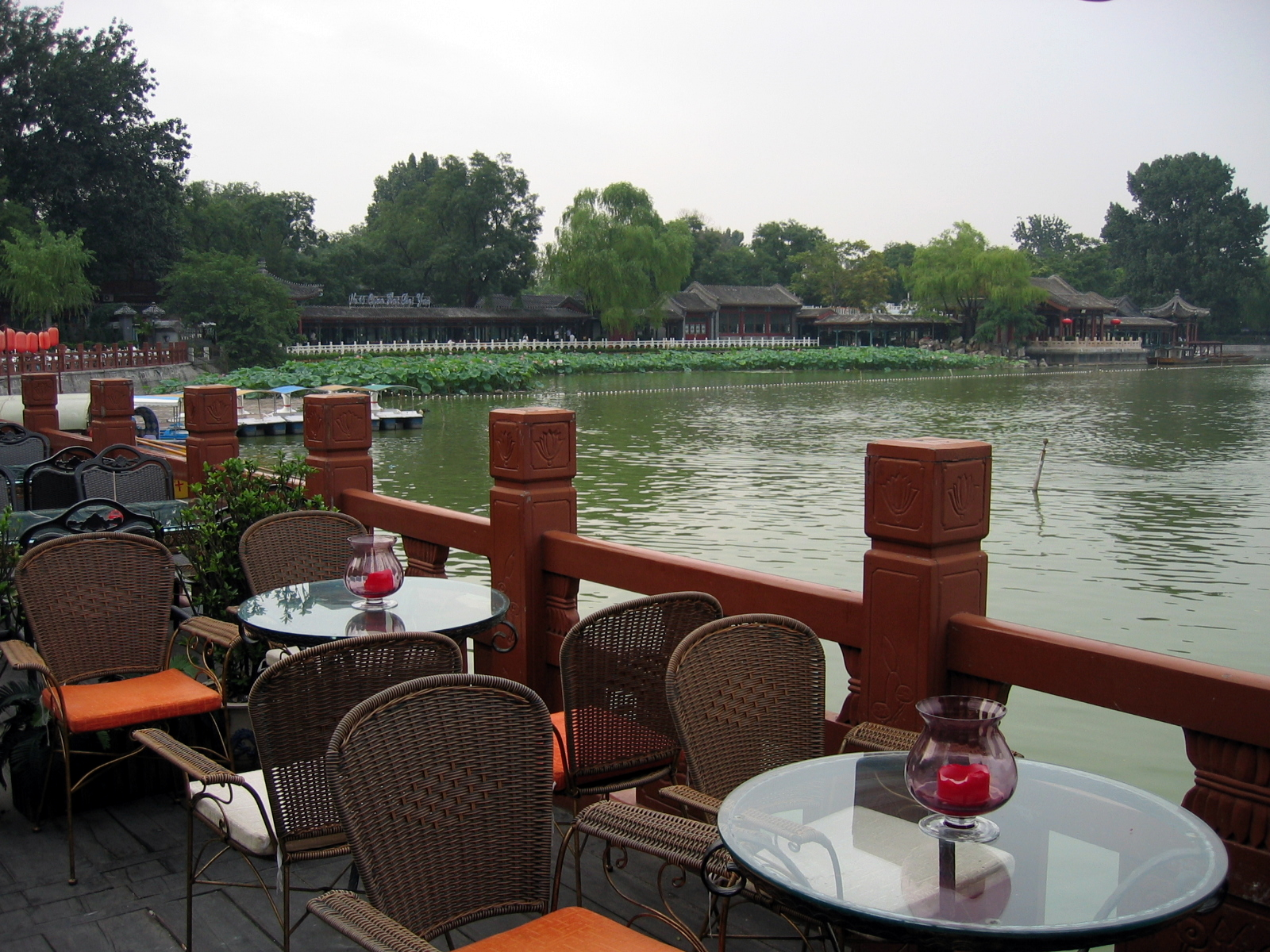
什刹海旁是北京著名的酒吧区

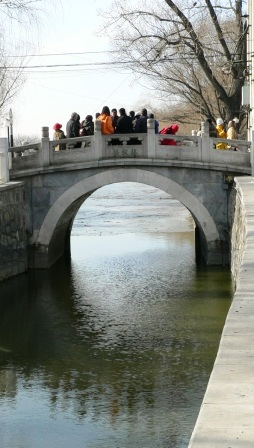
银锭桥

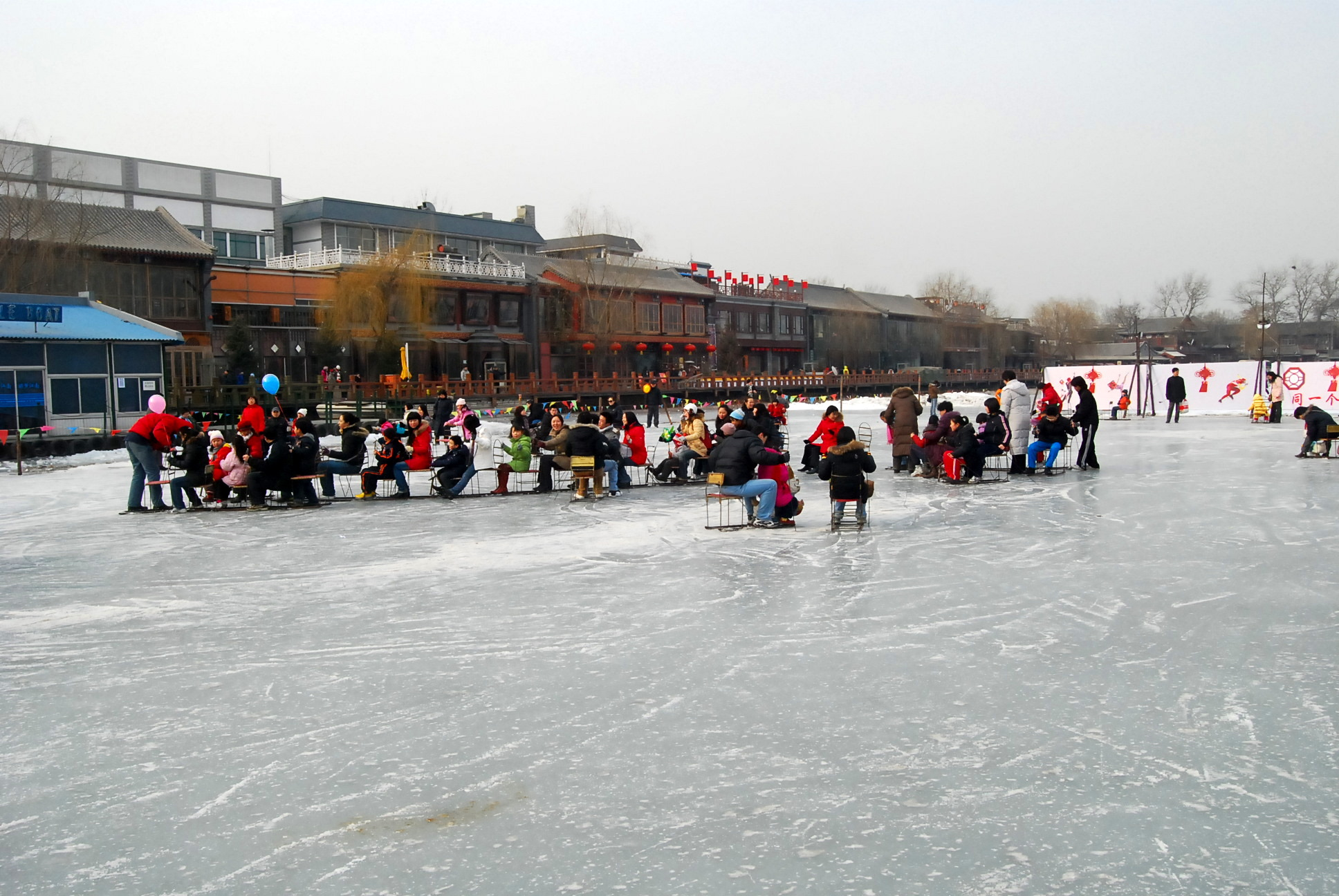
冬天的什刹海成了一个冰上游乐场

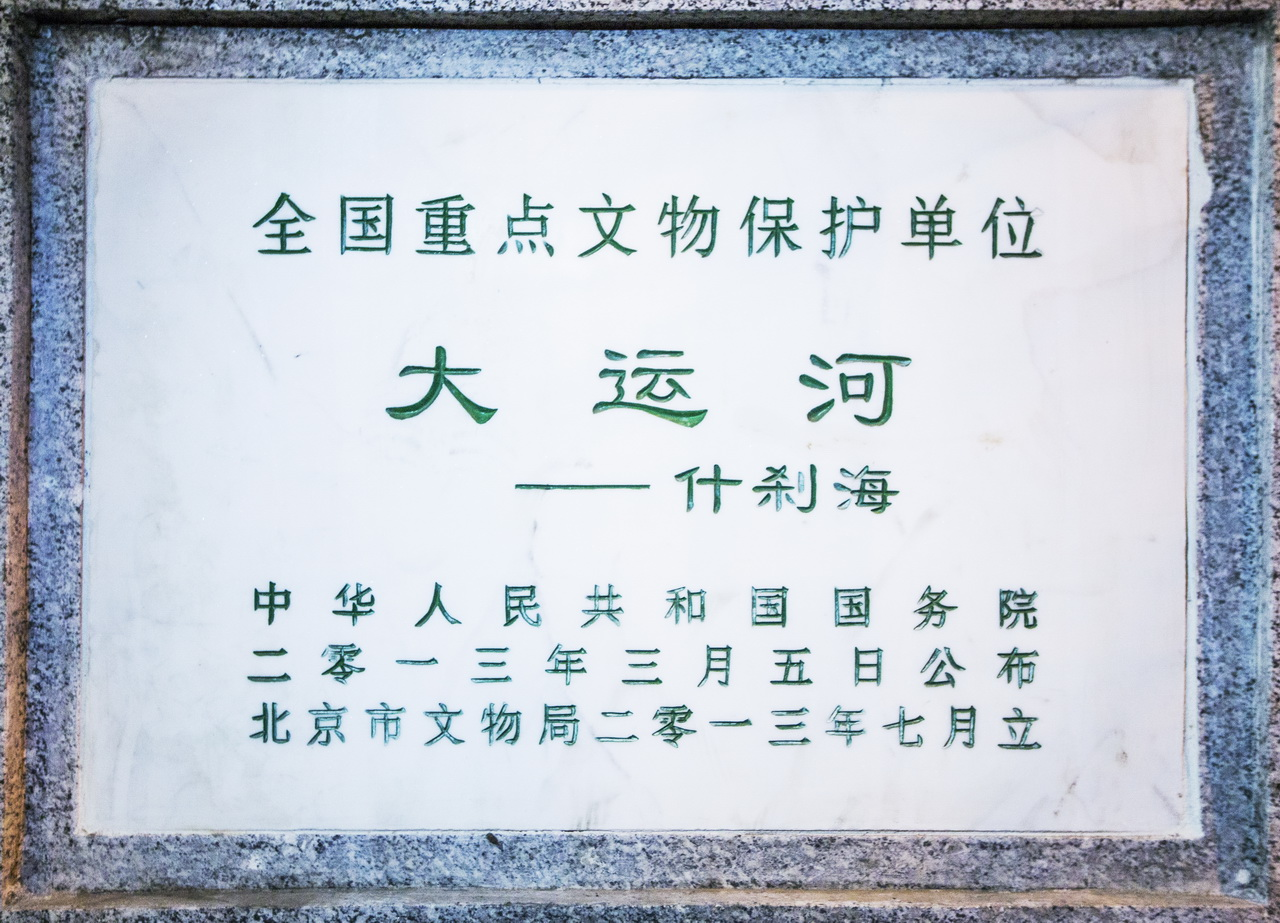
第七批全国重点文物保护单位标志碑

什刹海是北京市老城区北部的三个湖，分别是前海、后海、西海，旧时俗称河沿。2013年，什刹海做为京杭大运河北京西城段的遗迹，列为第七批全国重点文物保护单位——大运河的子项。
什刹海因周围有十座寺庙而得名，包括广化寺、什刹海火神庙、护国寺、保安寺、真武庙、白马关帝庙、佑圣寺、万宁寺、石湖寺、万严寺。除此以外什刹海附近还有广福观，大藏龙华寺等寺庙。

## 景點
什刹海是北京中心城区的一个风景区，位于北京北海公园北门附近，由前海、后海、西海及沿岸名胜古迹组成。什刹海有北京城区内相对宽阔的水面，水面周围种着高大的树木。该地区风光秀丽，被誉为“北方的水乡”。清朝人震钧云“若后海则较前海为幽僻，人迹罕至，水势亦宽。树木丛杂，坡陀蜿蜒。两岸多名寺，多名园，多骚人遗迹……湖上看山，亦此地最畅。昔翁覃溪先生曾集二十四诗人于湖上酒楼，每月有诗会。一时群羡为神仙中人”。清朝的李静山曾作诗云：
|              | 柳塘莲蒲路迢迢，小憩浑然溽暑消。十里藕花香不断，晚风吹过步粮桥。 |
| ——北京竹枝词 |                                                                  |

什刹海夏天可以划船，冬天可以滑冰。中华人民共和国成立后，北京市政府对什刹海进行了清淤工作，又在岸边上建立了水泥栏杆。1992年北京市政府将其定为历史文化风景区。在2000年批准的北京25片历史文化保护区中，什刹海地区面积是最大的。
什刹海周围有许多王府和花园，如保存最好的恭亲王府、醇亲王府等，这一带也是原老北京主要的商业活动区。宋庆龄故居、郭沫若故居也在什刹海旁边，什刹海边的柳荫街曾住过十大元帅中的三位。
今天，什刹海周围是北京著名的酒吧区，北京人和游客夜生活的常去处。

## 历史
什刹海历史悠久，早在13世纪，蒙古灭金，被称作金中都的金代北京城（在现在北京城区的西南一带）的宫殿毁于大火，元世祖忽必烈决定另建一座新的都城。什刹海是元大都规划设计的最基本的依据之一，体现在：全城自北向南的中轴线是紧傍积水潭而选定的；大都城四面的城墙位置是依积水潭东南岸的距离而建的。从这个意义上也可以说：先有什刹海，后有北京城。
什刹海地区的街巷结构最早形成于元代，区内不少建筑年代久远，具有北京传统建筑的典型特征。北京城市总体规划己将该地区列为重点保护的二十五个历史街区之一。此外，在本地区居住着的民少则居住了十几年、几十年，多则数代居住于此，形成了老北京淳朴热情的邻里生活环境。

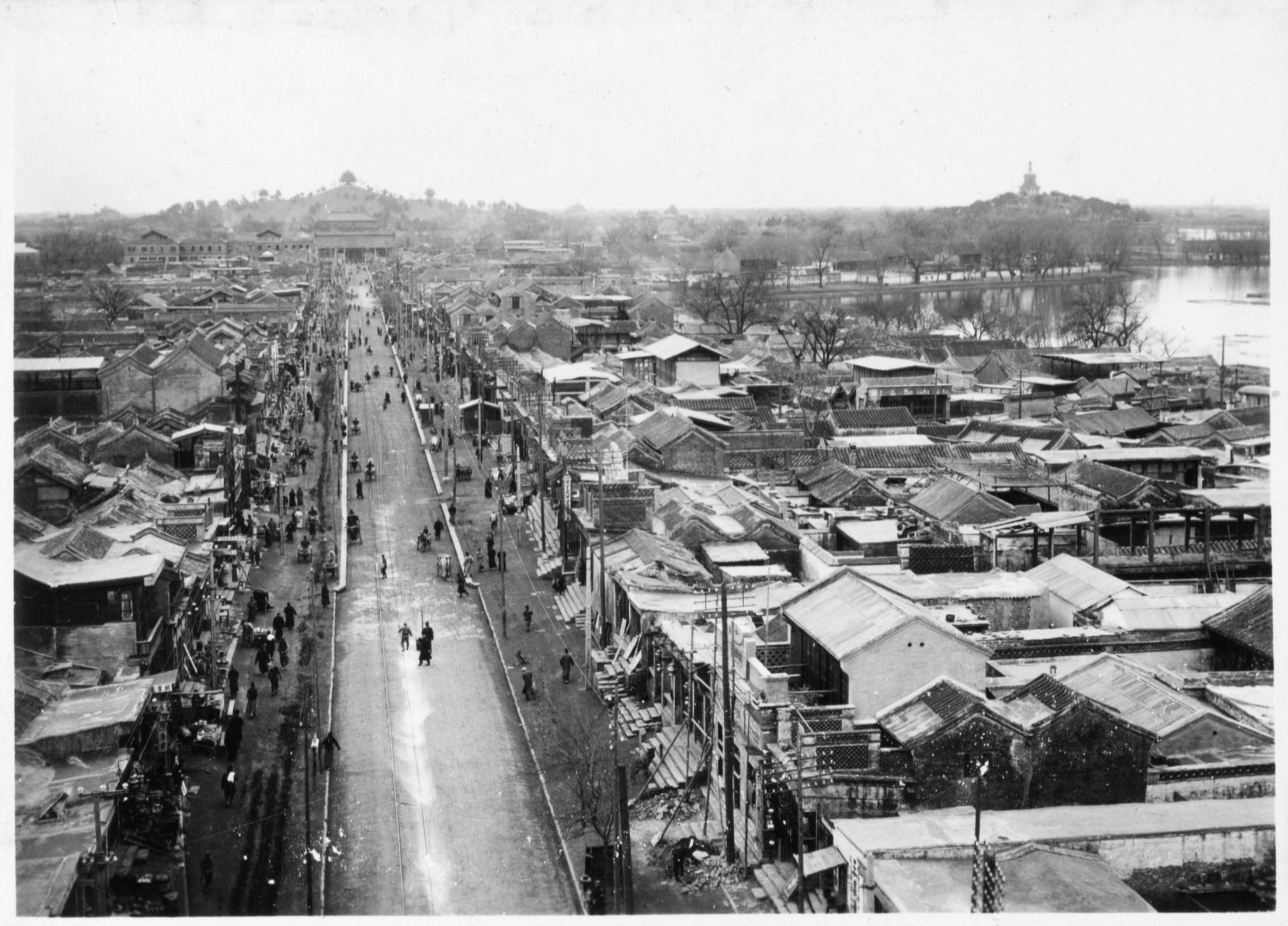
1930年代，從鼓樓向南看

什刹海景区具有大量典型的胡同和四合院，如金丝套地区的大、小金丝胡同，南、北官房胡同和后海北沿的鸦儿胡同以及白米斜街、烟袋斜街等。依托胡同和四合院，什刹海地区自古以来就有许多富有特色的民俗活动，如放荷灯、泛舟游湖、宴饮赏荷、冰床围酌、大阅冰鞋等。至今，一些有生命力的民俗活动仍然在什刹海地区大量存在。如钓鱼、游泳、划船、赛艇、下棋、弹唱、消夏舞会等。“胡同游”即活跃在这片得天独厚的自然人文环境中。什刹海过去也有不少桥梁。如今尚有银锭桥、德胜桥、万宁桥等留存。
2013年3月，从未列为文物保护单位的什刹海随大运河北京段的其他项目，列为第七批全国重点文物保护单位——大运河的细项。什刹海属大运河北京西城段，位于西城区什刹海街道地安门外大街。